# Rinaldo di Borgogna
Rinaldo di Borgogna (1059 – 1090) è stato un nobile e abate franco.

## Biografia
Figlio di Enrico di Borgogna e nipote di Roberto I, duca di Borgogna, fu abate dell'abbazia di san Pietro di Flavigny dal 1084 fino al 1090, anno della sua morte. Filippo I di Francia affermò nel 1085 che Rinaldo "era unito a lui nella carne". Dopo la sua morte prematura, l'abbazia di Flavigny rimase senza abate per 7 anni, eccetto un breve periodo di 2 mesi sotto Elmuin.